# Lijst van voetbalinterlands India - Malediven
Deze lijst van voetbalinterlands is een overzicht van alle officiële voetbalinterlands tussen de nationale teams van India en de Malediven. De landen hebben tot nu toe negentien keer tegen elkaar gespeeld. De eerste ontmoeting was een wedstrijd op 23 november 1987 in Calcutta, tijdens de Zuid-Aziatische Spelen 1987. Het laatste duel, een vriendschappelijke wedstrijd, werd gespeeld op 19 maart 2025 in Shillong.

## Wedstrijden
| №  | Plaats     | Datum             | Competitie                  | Wedstrijd         | Uitslag |
| -- | ---------- | ----------------- | --------------------------- | ----------------- | ------- |
| 1  | Calcutta   | 23 november 1987  | Zuid-Aziatische Spelen 1987 | India − Malediven | 5 − 0   |
| 2  | Kathmandu  | 9 september 1997  | Zuid-Azië Cup 1997          | India − Malediven | 2 − 2   |
| 3  | Kathmandu  | 13 september 1997 | Zuid-Azië Cup 1997          | India − Malediven | 5 − 1   |
| 4  | Colombo    | 17 november 1998  | Vriendschappelijk           | India − Malediven | 2 − 1   |
| 5  | Margao     | 29 april 1999     | Zuid-Azië Cup 1999          | Malediven − India | 1 − 2   |
| 6  | Kathmandu  | 4 oktober 1999    | Zuid-Aziatische Spelen 1999 | India − Malediven | 3 − 1   |
| 7  | Malé       | 8 mei 2000        | Vriendschappelijk           | Malediven − India | 1 − 0   |
| 8  | Karachi    | 14 december 2005  | Zuid-Azië Cup 2005          | Malediven − India | 0 − 1   |
| 9  | Malé       | 7 juni 2008       | Zuid-Azië Cup 2008          | Malediven − India | 0 − 1   |
| 10 | Colombo    | 14 juni 2008      | Zuid-Azië Cup 2008          | India − Malediven | 0 − 1   |
| 11 | Malé       | 10 juli 2011      | Vriendschappelijk           | Malediven − India | 1 − 1   |
| 12 | New Delhi  | 9 december 2011   | Zuid-Azië Cup 2011          | Malediven − India | 1 − 3   |
| 13 | New Delhi  | 25 augustus 2012  | Vriendschappelijk           | India − Malediven | 3 − 0   |
| 14 | Kathmandu  | 9 september 2013  | Zuid-Azië Cup 2013          | Malediven − India | 0 − 1   |
| 15 | Trivandrum | 31 december 2015  | Zuid-Azië Cup 2015          | India − Malediven | 3 − 2   |
| 16 | Dhaka      | 9 september 2018  | Zuid-Azië Cup 2018          | India − Malediven | 2 − 0   |
| 17 | Dhaka      | 15 september 2018 | Zuid-Azië Cup 2018          | Malediven − India | 2 − 1   |
| 18 | Malé       | 13 oktober 2021   | Zuid-Azië Cup 2021          | India − Malediven | 3 − 1   |
| 19 | Shillong   | 19 maart 2025     | Vriendschappelijk           | India − Malediven | 3 − 0   |

## Samenvatting
| Competitie             | Totaal gespeeld | Winst India | Gelijk | Winst Malediven | Doelsaldo India – Malediven |
| ---------------------- | --------------- | ----------- | ------ | --------------- | --------------------------- |
| Zuid-Azië Cup          | 12              | 9           | 1      | 2               | 24 − 11                     |
| Zuid-Aziatische Spelen | 2               | 2           | 0      | 0               | 8 − 1                       |
| Vriendschappelijk      | 5               | 3           | 1      | 1               | 9 − 3                       |
| Totaal                 | 19              | 14          | 2      | 3               | 41 − 15                     |

AIFF · A-Internationals · Bondscoaches · Statistieken · Olympisch elftal · Indiaas vrouwenelftal · India U21 · India U20 · India U19 · India U18 · India U17
1930 – 1949 · 
1950 – 1959 · 
1960 – 1969 · 
1970 – 1979 · 
1980 – 1989 · 
1990 – 1999 · 
2000 – 2009 · 
2010 – 2019 ·
2020 − 2029
Afghanistan ·
Argentinië ·
Australië ·
Azerbeidzjan · 
Bahrein ·
Bangladesh ·
Bhutan ·
Brunei ·
Cambodja ·
China ·
Curaçao ·
Fiji ·
Filipijnen ·
Finland ·
Ghana ·
Guam ·
Guyana ·
Hongarije ·
Hongkong ·
IJsland ·
Indonesië ·
Irak ·
Iran ·
Israël ·
Jamaica ·
Japan ·
Jemen ·
Jordanië ·
Kameroen ·
Kenia ·
Kirgizië ·
Koeweit ·
Laos ·
Libanon ·
Macau ·
Malediven ·
Maleisië ·
Marokko ·
Mauritius ·
Mongolië ·
Myanmar ·
Namibië ·
Nepal ·
Nieuw-Zeeland ·
Noord-Korea ·
Oezbekistan ·
Oman ·
Pakistan ·
Palestina ·
Peru ·
Polen ·
Puerto Rico ·
Qatar ·
Saint Kitts en Nevis ·
Saoedi-Arabië ·
Singapore ·
Sovjet-Unie ·
Sri Lanka ·
Suriname ·
Syrië ·
Tadzjikistan ·
Taiwan ·
Thailand ·
Trinidad en Tobago ·
Turkmenistan ·
Uruguay ·
Vanuatu ·
Verenigde Arabische Emiraten ·
Vietnam ·
Wit-Rusland ·
Zambia ·
Zuid-Korea ·
Zuid-Vietnam
FAM · A-internationals · Maldivisch vrouwenelftal
1980 - 1989 · 
1990 - 1999 · 
2000 – 2009 · 
2010 – 2019 ·
2020 − 2029
Afghanistan ·
Bahrein ·
Bangladesh ·
Bhutan ·
Brunei ·
Cambodja ·
China ·
Comoren ·
Filipijnen ·
Guam ·
Hongkong ·
India ·
Indonesië ·
Iran ·
Jemen ·
Kirgizië ·
Laos ·
Libanon ·
Maleisië ·
Mauritius ·
Mongolië ·
Myanmar ·
Nepal ·
Oezbekistan ·
Oman ·
Pakistan ·
Palestina ·
Qatar ·
Seychellen ·
Singapore ·
Sri Lanka ·
Syrië ·
Tadzjikistan ·
Thailand ·
Turkmenistan ·
Vietnam ·
Zuid-Korea